# كريستا ورثينجتون
كريستا ورثينجتون (بالإنجليزية: Christa Worthington)‏ هي مؤلفة أمريكية، ولدت في 23 ديسمبر 1956 في بروكلين في الولايات المتحدة، وتوفيت في 6 يناير 2002 في بارنستابل في الولايات المتحدة.